# Rudolf Mitschke (Politiker)
Rudolf Mitschke (* 1916; † nach 1976) war ein deutscher Maschinenbauer und  Politiker (SED). Er war Abgeordneter der Volkskammer der DDR.

## Leben
Der gelernte Werkzeugmaschinenbauer arbeitete ab 1945 in der Berliner Werkzeugmaschinenfabrik (BWF) Marzahn, einem Betrieb des späteren  VEB Werkzeugmaschinenkombinat „7. Oktober“. Er war Meister in der Abteilung Kleinmechanik bzw. Bereichsleiter und qualifizierte sich später zum Ingenieur. Er wurde Mitglied des Freien Deutschen Gewerkschaftsbundes (FDGB) und 1950 der SED.
Er war von 1963 bis 1976 Abgeordneter der Berliner Stadtverordnetenversammlung und Mitglied der Ständigen Kommission Innere Angelegenheiten, VP und Justiz und 1963 kurzzeitig als Mitglied der SED-Fraktion Abgeordneter der Volkskammer. Mitschke wurde am 20. März 1963 von der Stadtverordnetenversammlung als Berliner Vertreter für die Volkskammer nominiert und am 18. April 1963 von der 26. Tagung der Volkskammer als Nachfolger für den ausgeschiedenen Abgeordneten  Otto Dohne als Berliner Vertreter benannt. Zur Volkskammerwahl im Oktober 1963 wurde er nicht mehr als Kandidat aufgestellt. Er wurde als Verdienter Aktivist ausgezeichnet.